# Issel (Aude)
Issel é uma comuna francesa na região administrativa de Occitânia, no departamento de Aude. Estende-se por uma área de 17,66 km². Em 2010 a comuna tinha 491 habitantes (densidade: 27,8 hab./km²).